# Мцхета
Мцхета (груз. მცხეთა) је град у Грузији у регији Мцхета-Мтијанетија. Налази се 21 km северозападно од Тбилисија, на ушћу река Куре (Мтквари) и Арагви. Према процени из 2014. у граду је живело 7.940 становника. Мцхета је један од најстаријих градова Грузије и древна престоница краљевине Картли (Иверије).

## Историја
Мцхета је била престоница грузијске краљевине Иверије од III до 5. века. Овде су Грузини 317. године прихватили хришћанство, тако да је и данас овде седиште грузијске православне цркве.

## Знаменитости
У Мцхети су и најзначајнији грузијски хришћански архитектонски споменици саборни храм Светицховели (где су сахрањивани грузијски краљеви) и манастир Џвари (11. век). Поред наведених у Мцхети се налазе и тврђава Армазцихе (III век пре Христа), Армазцихе акропољ (с краја I миленијума п. н. е.), остаци краљевске палате (од I до III века н. е.), гробница (I век н. е.) недалеко од града, црквица из 4. века, манастир Самтавро (11. век), тврђава Бебрис Цихе (14. век). Град је данас седиште области Мцхета-Мтијанети.

## Становништво
Према процени, у граду је 2014. живело 7.940 становника.
| 1989. | 2002. | 2014. |
| ----- | ----- | ----- |
| 9.588 | 7.660 | 7.940 |

## Партнерски градови
- Аргос
- Leuville-sur-Orge
- Финдикли
- Вагаршапат